# 八幡神社 (加須市下谷)
八幡神社（はちまんじんしゃ）は、埼玉県加須市の神社。

## 歴史
創建年代は不明である。ただ「明和七年（1770年）」と刻まれた石祠があることから、その頃までには既に存在していたものと推測される。生善院が別当寺であった。
1872年（明治5年）、近代社格制度に基づく「村社」に列せられた。1944年（昭和19年）、「八幡社」から「八幡神社」に改称した。

## 交通アクセス
- 羽生ICより6分。